# حميد الطويل
حميد الطويل (68 هـ - 143 هـ): تابعي ومن رواة الحديث، خال حماد بن سلمة. ولد سنة 68 هـ، قال الذهبي: «مولده في سنة ثمان وستين عام موت ابن عباس ». وتوفى سنة 142 هـ وقيل 143 هـ.

## سيرته
حميد بن أَبي حميد الطويل، أَبُو عُبَيدة الخزاعي البَصْرِيّ، مولى طلحة الطلحات، ويُقال: السلمي، ويُقال: الدارمي، وهو خال حماد بن سلمة. ذكر خليفة بن خياط في تاريخه أن أبوه كان من سبي كابل فقال: «سنة أربع وأربعين، فيها افتتح ابن عامر كابل ومن سبي كابل مهران أَبُو حميد الطويل.»، لم يكن بطويل، ولكن كان طويل اليدين، لذلك لُقّب بـ الطويل.
مات حميد الطويل وهو قائم يصلي سنة 142 هـ، وقال إبراهيم بن حميد الطويل: مات سنة 143 هـ وعمره 75 سنة.

## روايته للحديث النبوي
- روى عن: إسحاق بن عبد الله بن الحارث بن نوفل، وأنس بن مالك، وبكر بن عبد الله المزني، وثابت البناني، والحسن البصري، ورجاء بن حيوة، وطلق بن حبيب العنزي، وعبد الله بن شقيق العقيلي، وعبد الله بن عبيد الله بن أبي مليكة، وعكرمة مولى ابن عباس، وعلي بن داود أبي المتوكل الناجي، وعلي الأزدي، وعمار بن أبي عمار مولى بني هاشم، وعمر بن عبد العزيز والقاسم بن ربيعة، ومحمد بن عبيد الأنصاري، والمنذر بن مالك، وموسى بن أنس بن مالك، ونافع مولى ابن عمر، ويحيى بن سعيد الأنصاري وهو من أقرانه، ويوسف بن ماهك المكي.[2] وزينب بنت نبيط.[3]
- روى عنه: أبو إسحاق إبراهيم بن محمد الفزاري، وإسماعيل بن جعفر، وإسماعيل بن علية، وأبو ضمرة أنس بن عياض الليثي، وبشر بن المفضل، وجرير بن حازم، والحارث بن عمير، وحفص بن غياث، وحماد بن زيد، وابن أخته حماد بن سلمة، وحماد بن مسعدة، وخالد بن الحارث، وخالد بن عبد الله الواسطي، ودرست بن زياد القزاز، والربيع بن صبيح، وزائدة بن قدامة الثقفي، وزهير بن معاوية، وزياد بن سعد الخراساني، وزياد بن عبد الله البكائي، وزياد بن عبيد الله الزيادي، وسفيان بن حسين الواسطي، وسفيان الثوري، وسفيان بن عيينة، وسليمان بن بلال، وسليمان بن حيان أبو خالد الأحمر، وسليمان بن كثير العبدي، وسهل بن يوسف، وسويد بن عبد العزيز، وسلام الطويل، وشعبة بن الحجاج، وعاصم بن بهذلة، وعائذ بن حبيب، وعباد بن العوام، وعبد الله بن بكر بن حبيب السهمي، وعبد الله بن عمر العمري، وعبد الله بن المبارك، وعبد الأعلى بن عبد الأعلى، وعبد ربه بن نافع أبو شهاب الحناط، وعبد الرحمن بن عبد الله المسعودي، وعبد الرحمن بن عثمان أبو بحر البكراوي، وعبد العزيز الماجشون، وعبد العزيز بن محمد الدراوردي، وعبد الملك بن عبد العزيز بن جريج، وعبد الوهاب الثقفي، وعبيد الله بن عمر العمري، وعبيدة بن حميد، وعثمان بن عبد الرحمن الجمحي، وعمران القطان، والفضيل بن عياض، وقدامة بن شهاب المازني، وقريش بن أنس، ومالك بن أنس، ومبارك بن فضالة، ومحمد بن إسحاق بن يسار، ومحمد بن جعفر بن أبي كثير، ومحمد بن طلحة بن مصرف، ومحمد بن عبد الله الأنصاري، ومحمد بن أبي عدي، ومحمد بن عيسى بن القاسم بن سميع، ومحمد بن قيس الأسدي، ومروان بن معاوية الفزاري، ومعاذ بن معاذ، ومعتمر بن سليمان، والنضر بن شميل، وهشيم بن بشير، ووهيب بن خالد بن عجلان، ويحيى بن أيوب المصري، ويحيى بن سعيد الأنصاري، ويحيى بن سعيد القطان، ويزيد بن زريع، ويزيد بن هارون، وأبو بكر بن عياش المقرئ، وأبو جعفر الرازي.[2]
- الجرح والتعديل: ذكره ابن حبان في كتاب الثقات، وقال: «هو الذي يقال له حميد بن أبي داود، وكان يدلس، سمع من أنس ثمانية عشر حديثًا، وسمع من ثابت البناني فدلس عنه»، وقال النسائي ويحيى بن معين والعجلي وابن حراش: «ثقة»، وقال أبو حاتم الرازي: «ثقة لا بأس به، وأكبر أصحاب الحسن قتادة وحميد»، وقال محمد بن سعد البغدادي: «كان ثقة كثير الحديث إلا أنه ربما دلس عن أنس».

قال ابن عدي: | حميد الطويل | له أحاديث كثيرة مستقيمة، فأغنى لكثرة حديثه أن أذكر له شيئًا من حديثه، وقد حدث عنه الأئمة، وأما ما ذكر عنه أنه لم يسمع من أنس إلا مقدار ما ذكر، وسمع الباقي من ثابت عنه، فإن تلك الأحاديث يميزها من كان يتمهه أنها عن ثابت، عنه، لأنه قد روى عن أنس، وقد روى عن ثابت عن أنس أحاديث، فأكثر ما في بابه أن الذي رواه عن أنس البعض مما يدلسه عن أنس، وقد سمعه من ثابت، وقد دلس جماعة من الرواة عن مشايخ قد رأوهم.[4] | حميد الطويل |